# Византийско-османски войни
Византийско-османските войни са серия военни конфликти между османските турци и византийците за период от два века (от средата на 13 до средата на 15 век), които в крайна сметка водят чрез превземането на Константинопол от Мехмед Завоевателя до окончателното унищожаване на Византийската империя, последвано от възход на Османската империя през следващите два века и половина (до края на 17 век с т.нар. Голяма турска война).

## Предистория
Отразяването на арабската инвазия от Византия, завладяването на Първата българска държава в началото на 11 век, последвано от своеобразен ренесанс за вече почти изцяло гръцката ромейска империя през първата половина на 11 век водят до серия дипломатически (Източно-западна схизма) и военни (битка при Манцикерт) катастрофи. В крайна сметка с подкрепата на папството, на Византия е оказана неоценима помощ от кръстоносците-участници в първите три кръстоносни походи за отвоюване от селджуците на значителни територии в Мала Азия. По ред причини от различно естество се стига до разрив между кръстоносците и василевса на „гръцките схизматици“ и през 1204 година Константинопол е превзет от участниците в Четвъртия кръстоносен поход. Този акт нанася съкрушителен удар на поддръжниците на обединението на Източната (Православна) и Западната (Католическа) църква.
След загубата на Константинопол през 1204 година, Византийската империя изпада в хаос, от който се възползва Румелийският султанат, за да завземе нови територии в Западна Мала Азия. Възникналата Никейска империя не е в състояние сама да отрази селджукските атаки в пограничните райони. С превземането на Константинопол Латинската империя е унищожена през 1261, но това усилие коства нови териториални загуби на Никейската империя в Мала Азия. Освен това позицията на Византийската империя на Балканите остава несигурна поради наличието на силно съперничещите ѝ Второ българско царство, Епирско деспотство, Рашка и останалите кръстоносните формирования в Континентална Гърция и Пелопонес. Палеологовата династия отдава първостепенно значение на европейските територии на нововъзстановената Византия поради намалената експанзионистична мощ на Румелийския султанат, който е основен византийски съперник в Азия. Отделно от това Палеолозите допускат стратегическа грешка извършвайки поземлена реформа в империята с която ликвидират института на стратиотите, единственият останал надежден византийски страж в Мала Азия. Останалите боеспособни византийски формирования от Анатолия са прехвърлени на Балканите, като през първата половина на 14 век в империята се разгаря гражданска война между внук и дядо император (Андроник II и Андроник III), което още повече досъсипва византийските сили за отбрана на страната от външен агресор.
По границата с Византия в отслабения и разграждащ се Румелийски султанат през втората половина на 13 век се формират малоазийски бейлици, чиито отряди извършват грабежи в съседните византийски територии. Тези бейлици са под властта на тюркски бейове (гази), участвали в завладяването на Мала Азия от селджуците. Един от турските бейове на име Осман I представлява най-голяма заплаха за последния византийски лимес в Мала Азия, който възпрепятства достъпа до Никея и Константинопол. Първоначалните военни успехи на Осман му създават чувство на увереност за по-нататъшни завоевателни планове и той през 1299 се прогласява за султан, полагайки началото на една от най-значимите династии в историята – тази на Османите, а Осман става първият владетел на нова ислямска империя – Османската империя.
В продължение на век, наследниците на Осман завладяват огромни територии в Мала Азия и на Балканите, като след битката при Никопол през 1396 година застрашават с инвазия християнските владения в Централна Европа и Апенините. В този критичен момент за Европа монголските нашествия ангажират османците в Мала Азия. Тимур през 1402 г. в решително сражение при Ангора разгромява османските сили и пресича по-нататъшните им завоевателни планове. Независимо от това, Византия се оказва неспособна да се справи с обезкръвения за дълго време нов противник и след неуспешния завършек на последния кръстоносен поход край Варна през 1444 г., наследникът на победителя Мурад II в тази битка – Мехмед Завоевателя, с превземането на Константинопол на 29 май 1453 г. слага край на Византийската империя.